# Elaea
Elaea — рід богомолів з родини Gonypetidae, види поширені на Близькому Сході та в Африці.

## Опис
Дрібні богомоли. Самці тендітні, самиці більші. Голова ширша за передньоспинку. Фасеткові очі еліптичні, виступають над поверхнею голови, без шипа, прості вічка великі в самців, дрібні в самиць. Передньоспинка за формою нагадує геральдичний щит, дуже коротка, завширшки  майже за власну довжину. Ноги товсті. Шипів на передніх коротких та товстих стегнах 4 зовнішніх та 4 дискоїдальних.  Передні крила самця довгі та потовщені, виступають за край черевця, задні крила прозорі. Обидві пари крил самиць вкорочені, непрозорі. Черевце самців пласке, у самиць роздуте. Церки тонкі та конічні.
Самиці виду Elaea  gestroi відкладають оотеку в ґрунт.

## Види
Відомо 6 видів:
- Elaea gestroi Capra, 1929
- Elaea marchali (Reiche & Fairmaire, 1848)
- Elaea infumata Beier, 1931
- Elaea perloides Saussure, 1869
- Elaea richteri Beier, 1956
- Elaea solimani MOHAMMAD, GAD ALLA, HAMOULY, Ehrmann & EL-DEN NASSER, 2011
- Elaea somalica Schulthess, 1898